# 乔治·德恩

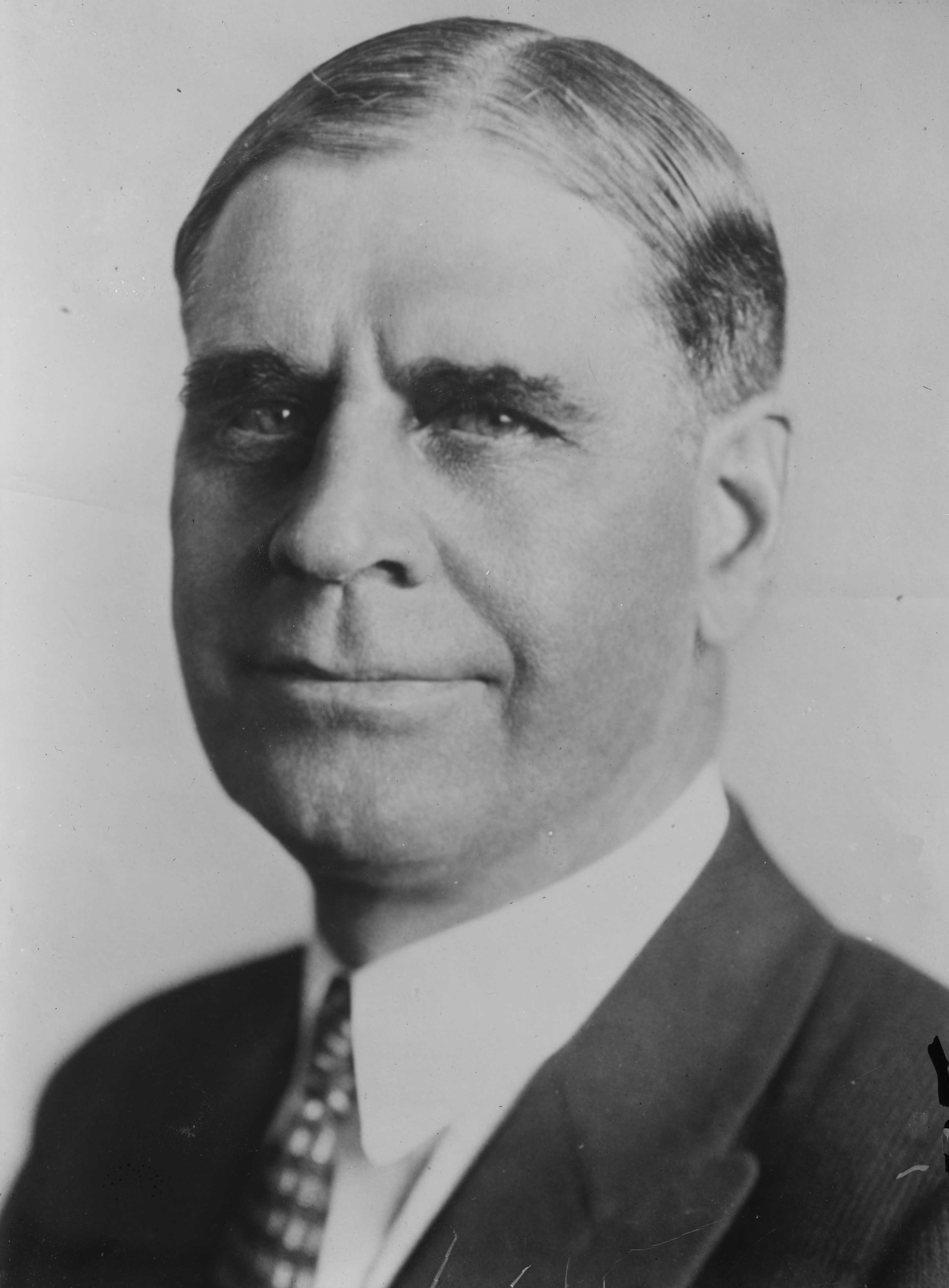
乔治·德恩

乔治·亨利·德恩（George Henry Dern，1872年9月8日内布拉斯加州道奇县－1936年8月27日华盛顿特区），美国政治家，曾任犹他州州长和美国战争部长。
| 前任： 查尔斯·R·梅比     | 犹他州州长 1925年－1933年   | 繼任： 亨利·H·布拉德 |
| 前任： 帕特里克·J·赫尔利 | 美国战争部长 1933年－1936年 | 繼任： 哈利·H·伍德林 |